# Southern Lord Records
La Southern Lord è un'etichetta discografica statunitense, fondata nel 1998 da Greg Anderson e Stephen O'Malley e specializzata in doom, sludge e drone. Il nome dell'etichetta fa riferimento a Satana. Tramite Southern Lord vengono pubblicati gli album di gruppi quali Pentagram, Goatsnake, Boris, Khanate e Sunn O))). Negli ultimi anni la Southern Lord si è aperta al lato più sperimentale del black metal, pubblicando lavori di Twilight, Lurker of Chalice, Craft, Nortt e Striborg. La maggior parte dell'artwork dell'etichetta è creato da Stephen O'Malley.

## Artisti
Elenco degli artisti che hanno pubblicato sotto Southern Lord Records.

### Elenco di band sotto contratto nel 2011
- The Accüsed
- All Pigs Must Die
- Ascend
- Attila Csihar
- Baptists
- Black Breath
- Black Cobra
- Boris
- Corrosion of Conformity
- Eagle Twin
- Earth
- Earthride
- Glorior Belli
- Goatsnake
- Masakari
- Nails
- Orcustus
- Oren Ambarchi
- Orthodox
- Pelican
- Sunn O)))
- The Secret
- Trap Them
- Twilight
- Urgehal
- Weedeater
- Wino
- Wolves in the Throne Room

### Band che hanno pubblicato in passato tramite Southern Lord
- Burning Witch (il gruppo è al momento inattivo)
- Capricorns
- Church of Misery
- Clown Alley
- Craft
- Darkest Hour
- Electric Wizard
- Final Warning
- Frost
- Gore
- Grief
- Graves at Sea
- The Hidden Hand
- Internal Void
- Khanate
- Lair of the Minotaur
- Lurker of Chalice
- Mord
- Nachtmystium
- Mondo Generator
- Nortt
- The Obsessed
- Om
- Outlaw Order
- Pentagram
- Place of Skulls
- Probot
- Saint Vitus
- Striborg
- Tangorodrim
- Teeth of Lions Rule the Divine
- Thorr's Hammer
- Thou
- Thrones
- Toadliquor
- The Want
- Warhorse
- Xasthur